# Basilica di Santa Maria Assunta (Castel di Sangro)
La basilica di Santa Maria Assunta è la Chiesa Madre  di Castel di Sangro, in provincia dell'Aquila e diocesi di Sulmona-Valva, È stata dichiarata monumento nazionale nel 1902. La struttura è a tre navate con due ordini di archi, con due campanili.
Si sta realizzando un museo interparrocchiale annesso alla basilica.

## Storia
La basilica di Santa Maria Assunta ha origine nella seconda metà del X secolo, quando venne alzato un edificio religioso in sostituzione della chiesa di Santa Maria ad duas Basilicas posta in località Valle Salice sin dal V secolo. La costruzione del X secolo, distrutta dal terremoto del 1456 (il quale lasciò in piedi soltanto sette case), fu denominata "chiesa arcipretale di Santa Maria Assunta in Cielo".
Di questa prima costruzione non resta alcuna testimonianza, ad esclusione della donazione da parte del Re Ruggero delle chiese rurali di Sant'Ilario, San Lorenzo, Santa Lucia e San Valentino.
Fu subito ricostruita, su progetto di Francesco Ferradini, con la struttura tuttora esistente. Era usanza nei secoli scorsi il seppellire personalità di famiglie di rilievo all'interno della basilica, come è toccato ai Panasca, Matta, Canofilo, Mancini, De Petra e Minotti-Maffei. 

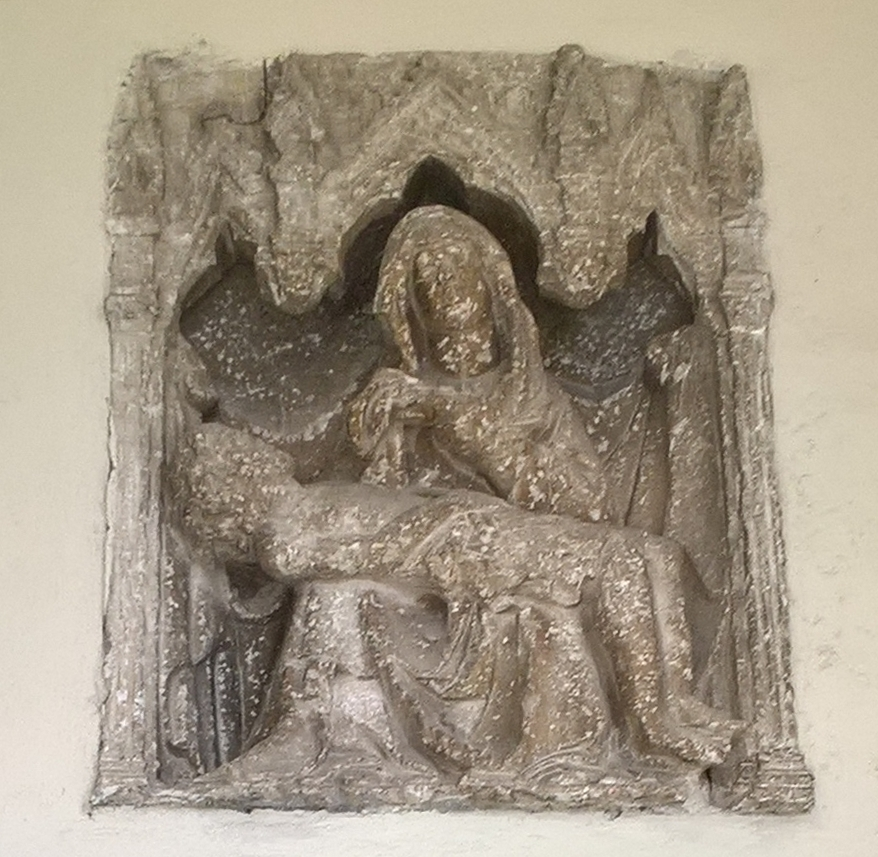
Pietà

## Opere d'arte
L'edificio gode dell'antico loggiato quattrocentesco e di un altorilievo trecentesco raffigurante la Pietà all'interno del porticato. Sulla parete del campanile destro è presente una monofora, mentre sulla facciata sono state collocate otto statue in altrettante nicchie, raffiguranti Santa Concordia, San Rufo, San Rocco, San Sebastiano, Sant'Emidio, Sant'Antonio abate, San Gaetano e l'Assunta.
Impossibile non notare il maestoso orologio frontale e il grande portale. Quest'ultimo è circondato da volti scolpiti in pietra e, in altro, è presente lo stemma di Castel di Sangro.
Nella parte interna si può ammirare il gruppo bronzeo del Battesimo del Cristo sulla sommità del Battistero, attribuito alla scuola del Cellini, arricchito altresì da intarsi marmorei. Gli stessi possono essere trovati sull'altare di san Sebastiano e sull'altare maggiore. Alle spalle di quest'ultimo sono presenti il coro ligneo e l'antico leggio e un bassorilievo nascondente il corpo di santa Concordia, in una nicchia. Il pulpito e il paliotto quattrocentesco (raffigurante la vita di Gesù e decorante l'altare dell'Addolorata) sono a loro volte in legno. Sempre all'interno della basilica è presente anche un bassorilievo di Padre Pio in bronzo dello scultore Vito Pancella.
Le tele ospitate sono di indubbio valore. Tra queste: "Disputa fra i dottori" e "Natività" di Domenico Antonio Vaccaro; "Caduta di Gesù sotto la croce" e "Gesù mostrato al popolo da Pilato" del De Mura; " Madonna che allatta il bambino tra i santi Apostoli Filippo, Giacomo Maggiore e i Santi Sebastiano e Rocco" e "Ultima cena" di Paolo De Matteis; "Miracolo della manna" e "Mosè con il serpente di bronzo" di Santolo Cirillo.

## Galleria d'immagini

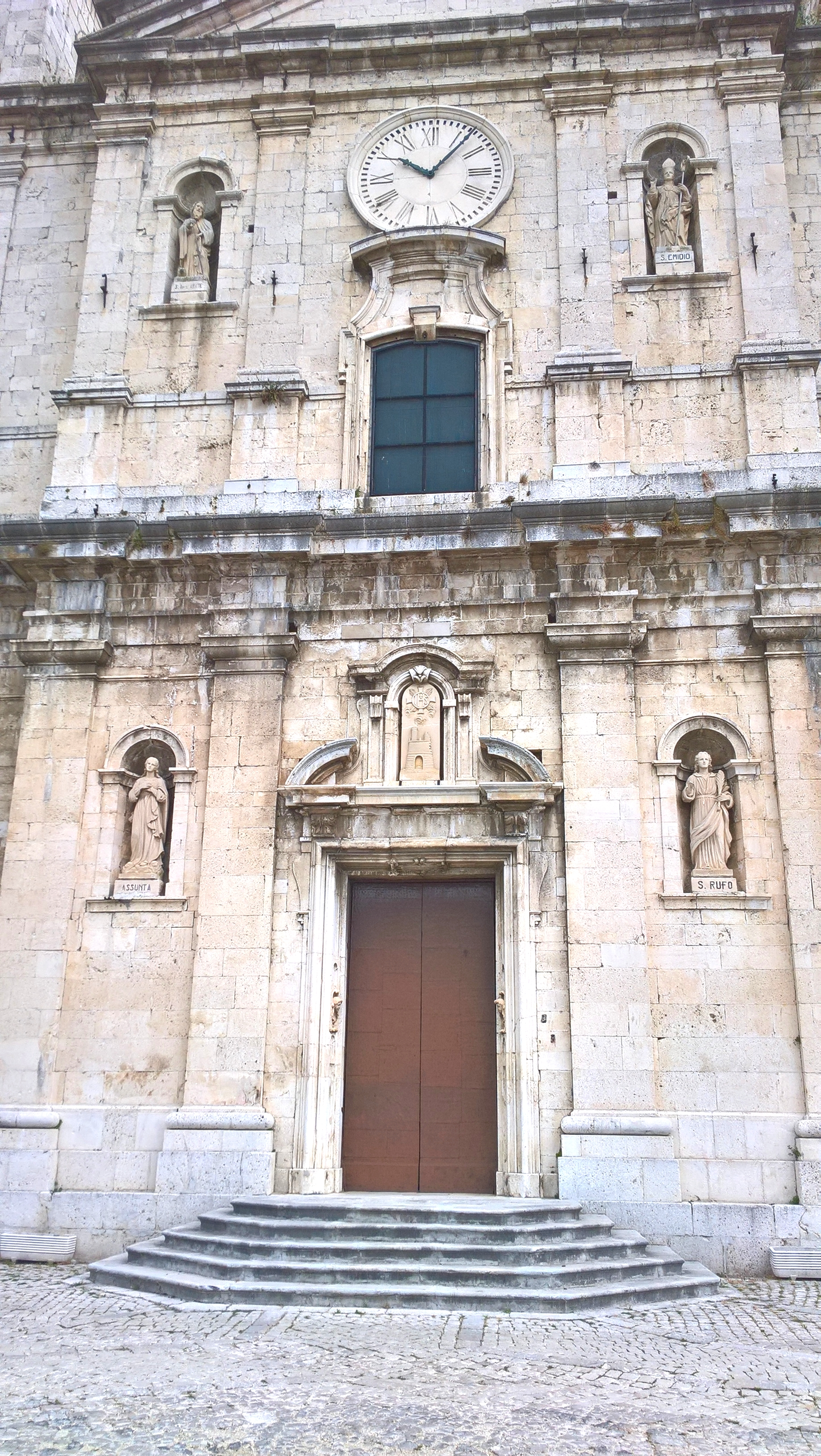
Basilica di Santa Maria Assunta Il suono di campana
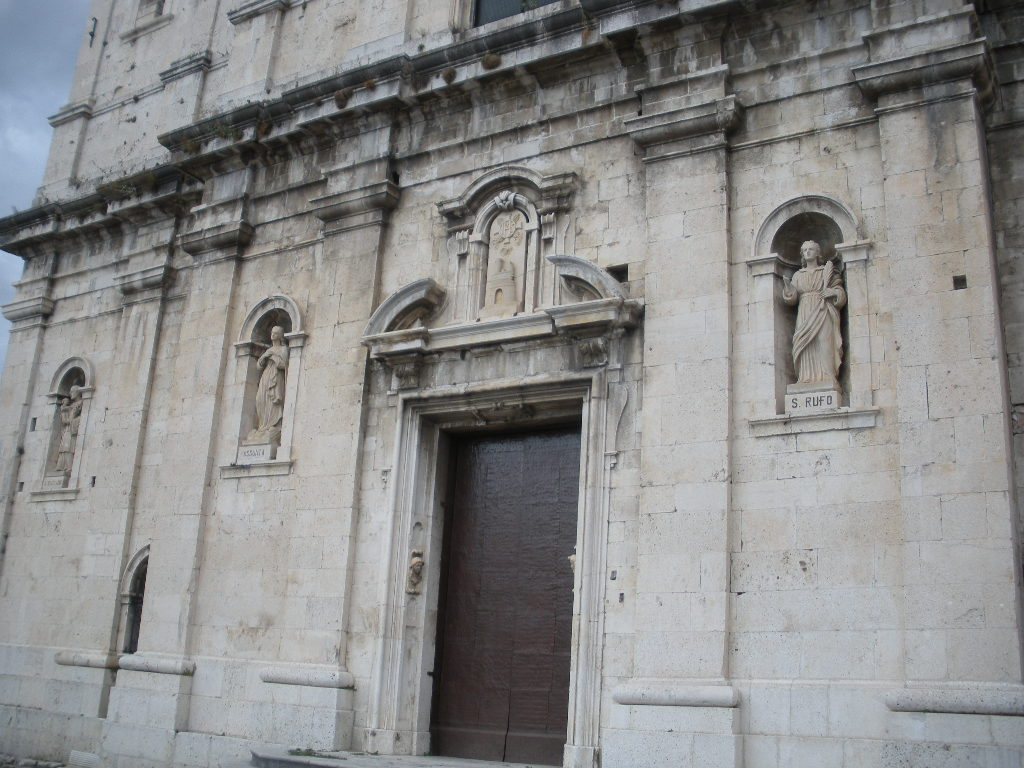
Ingresso
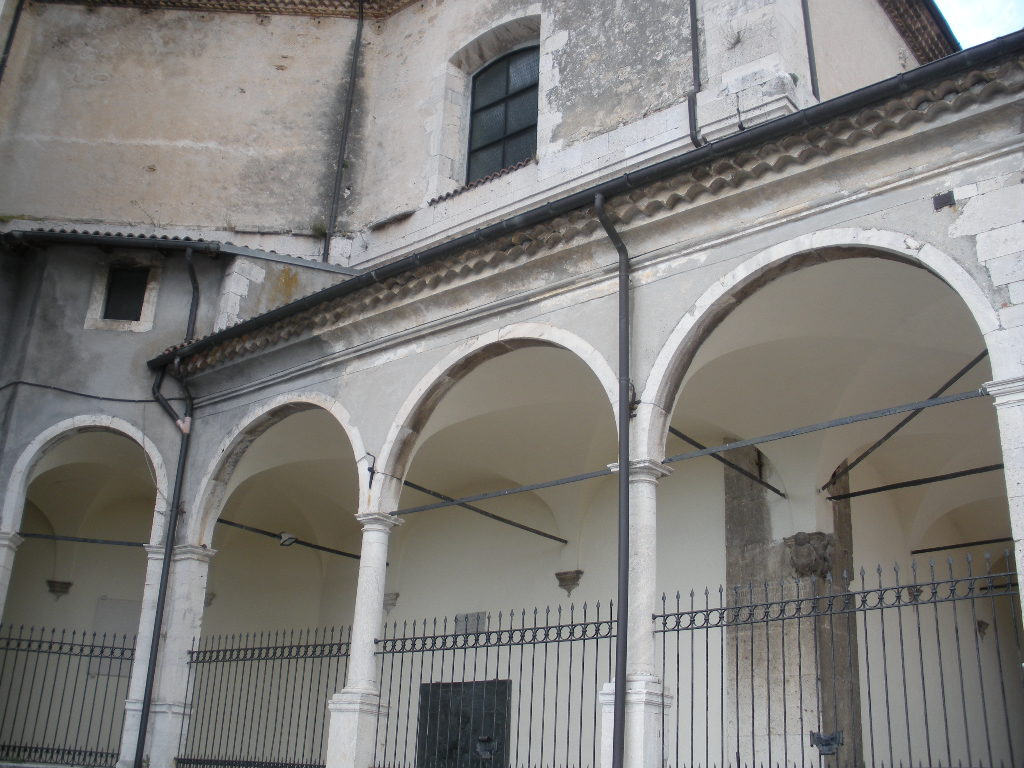
Portico
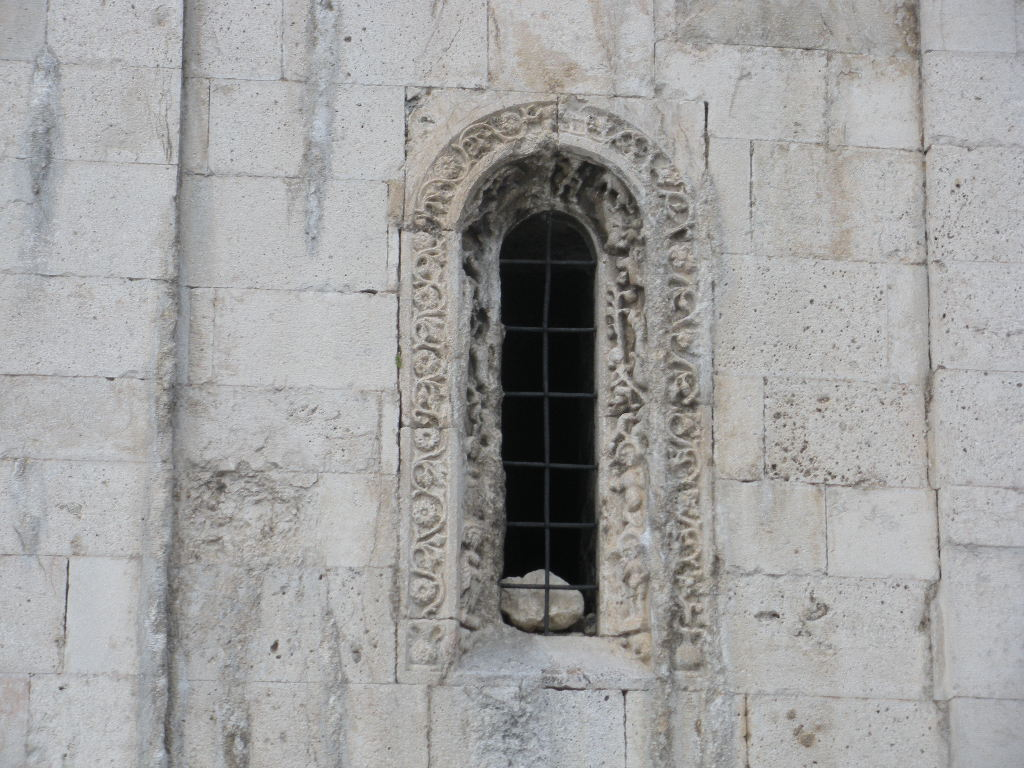
Finestra
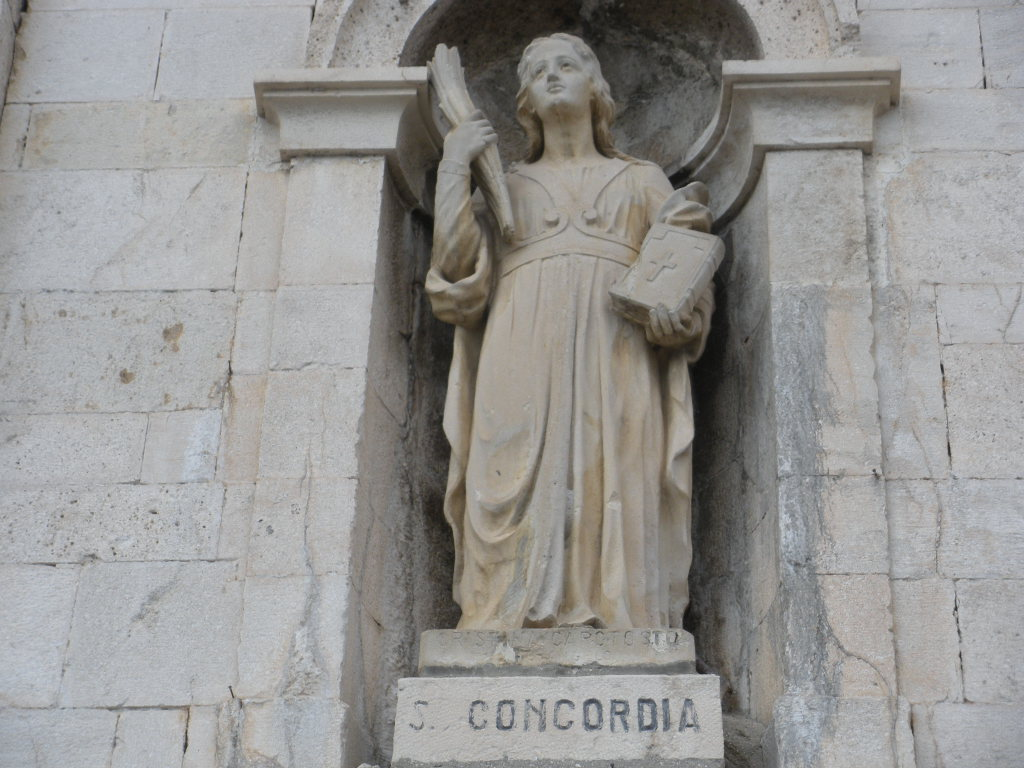
Statua di Santa Concordia
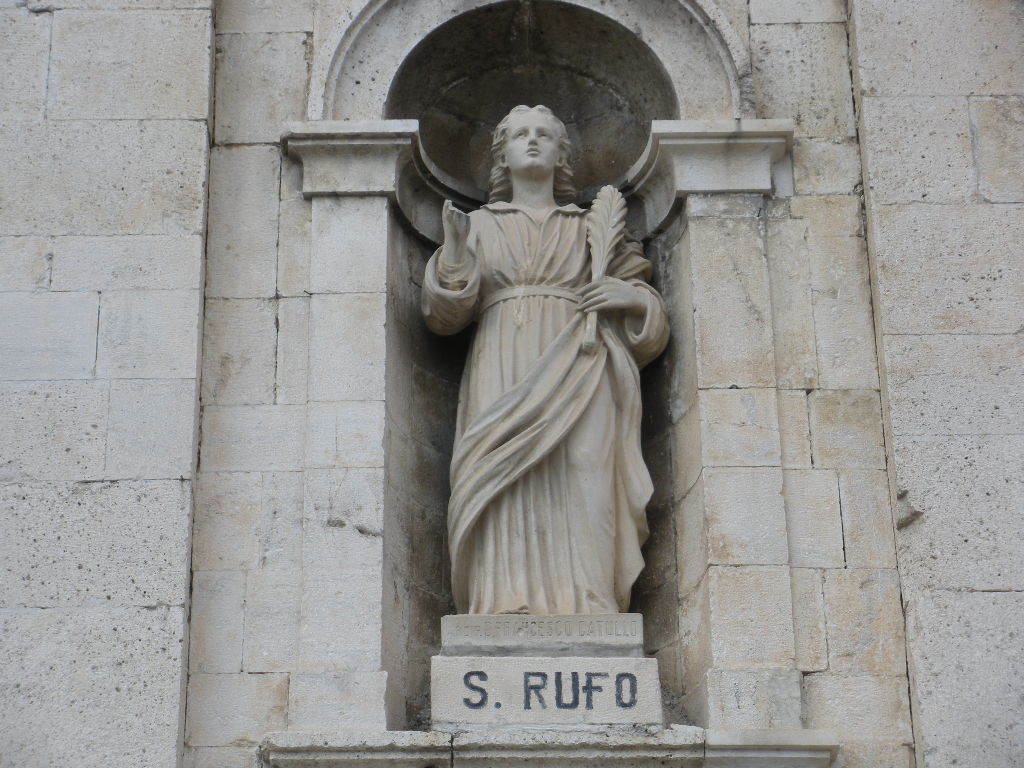
Statua di San Rufo
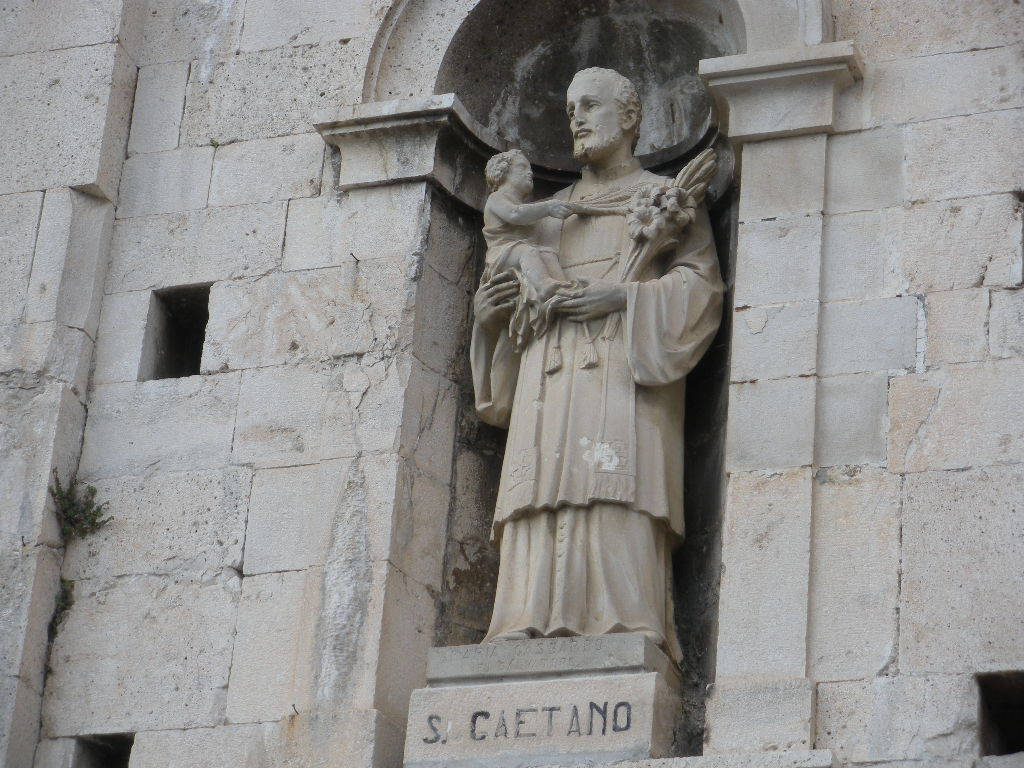
Statua di San Gaetano
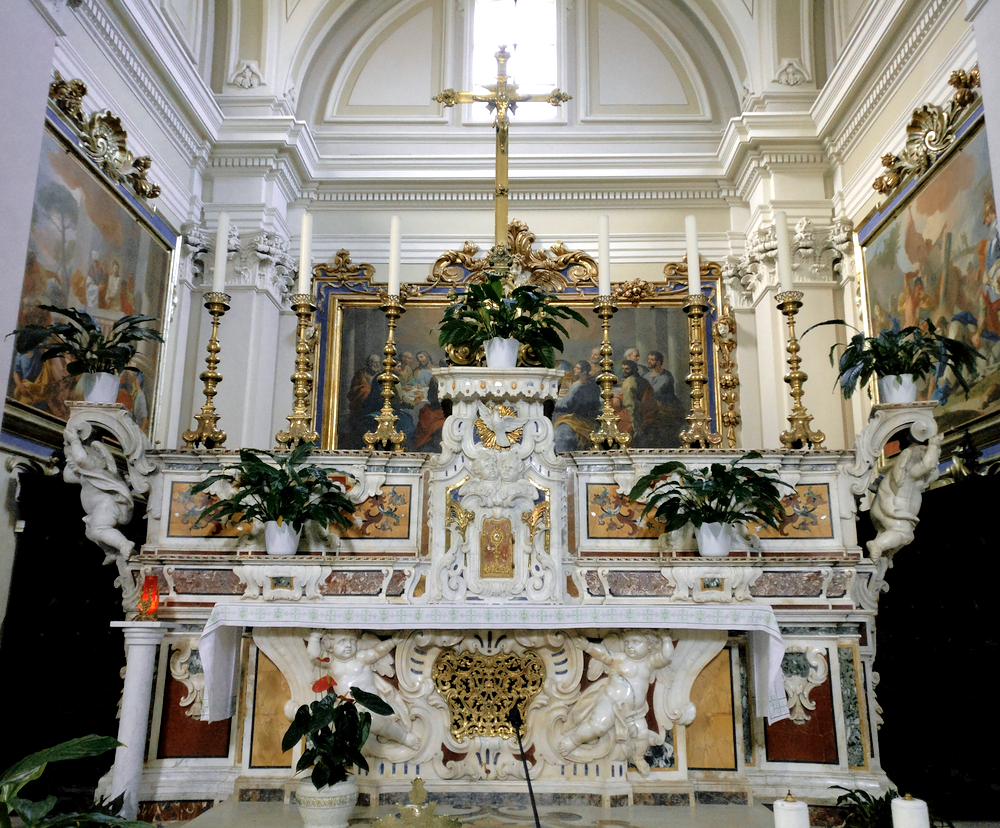
Altare maggiore
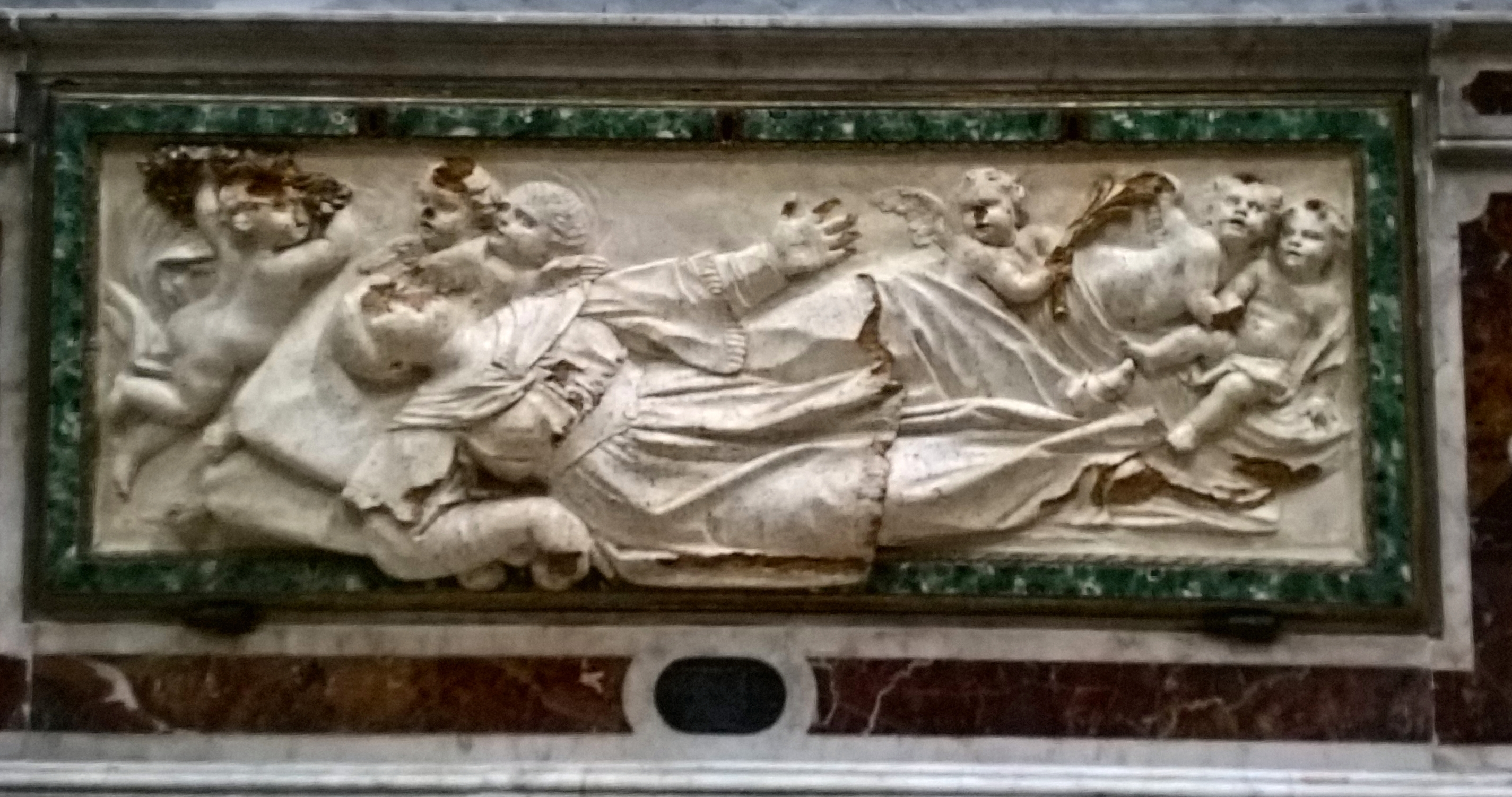
Bassorilievo dietro l'altare maggiore; Tomba di Santa Concordia
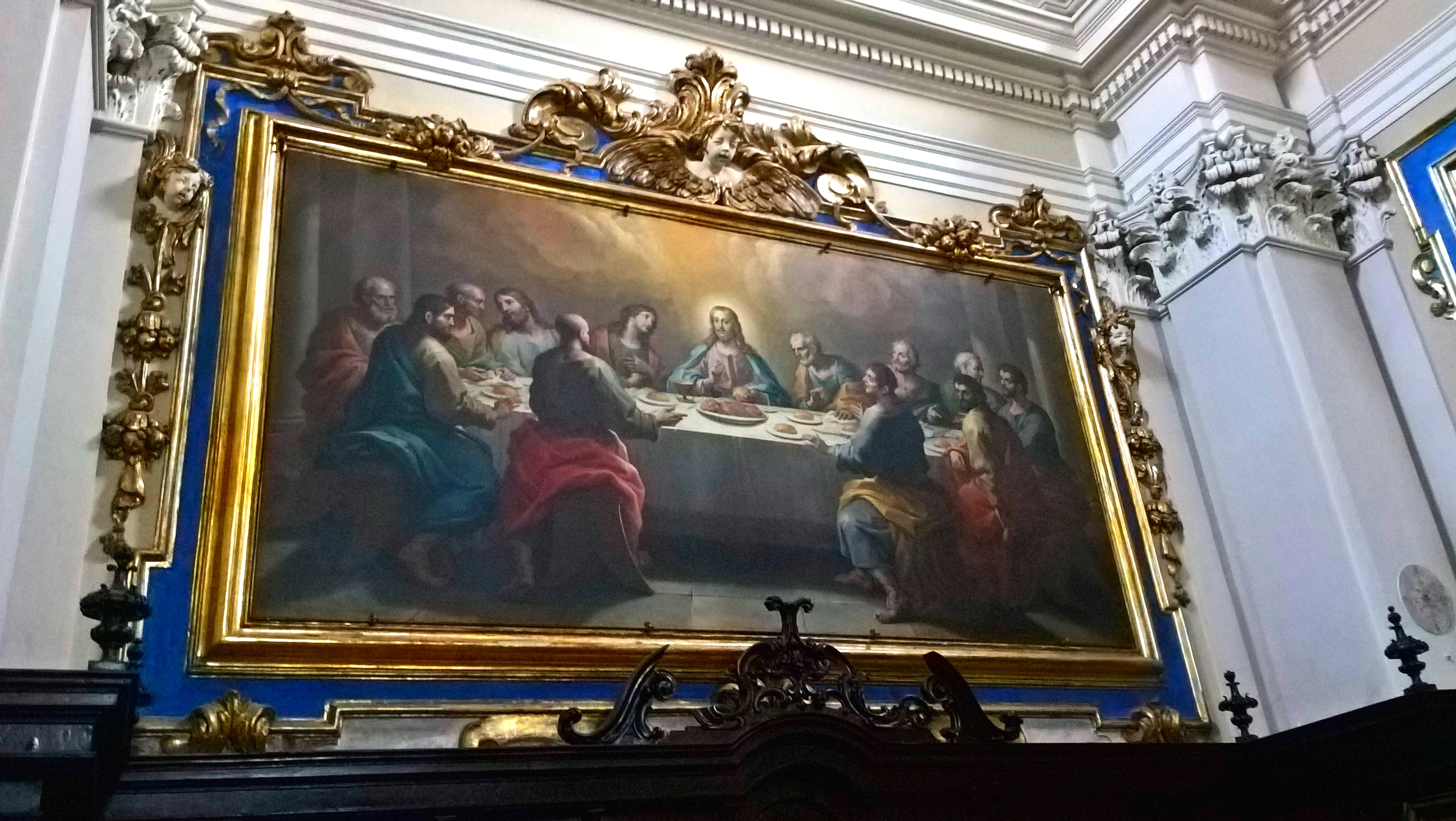
Paolo De Matteis, Ultima cena
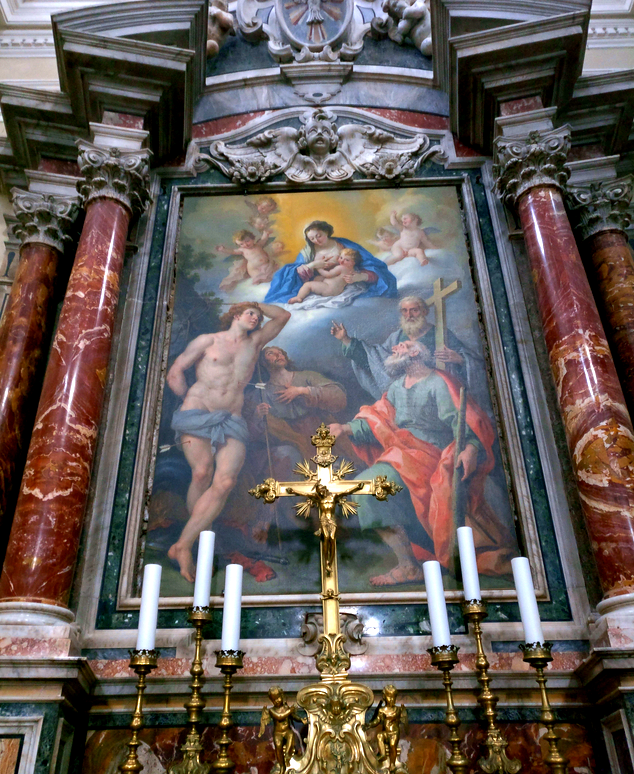
Altare di San Sebastiano; tela di Paolo De Matteis
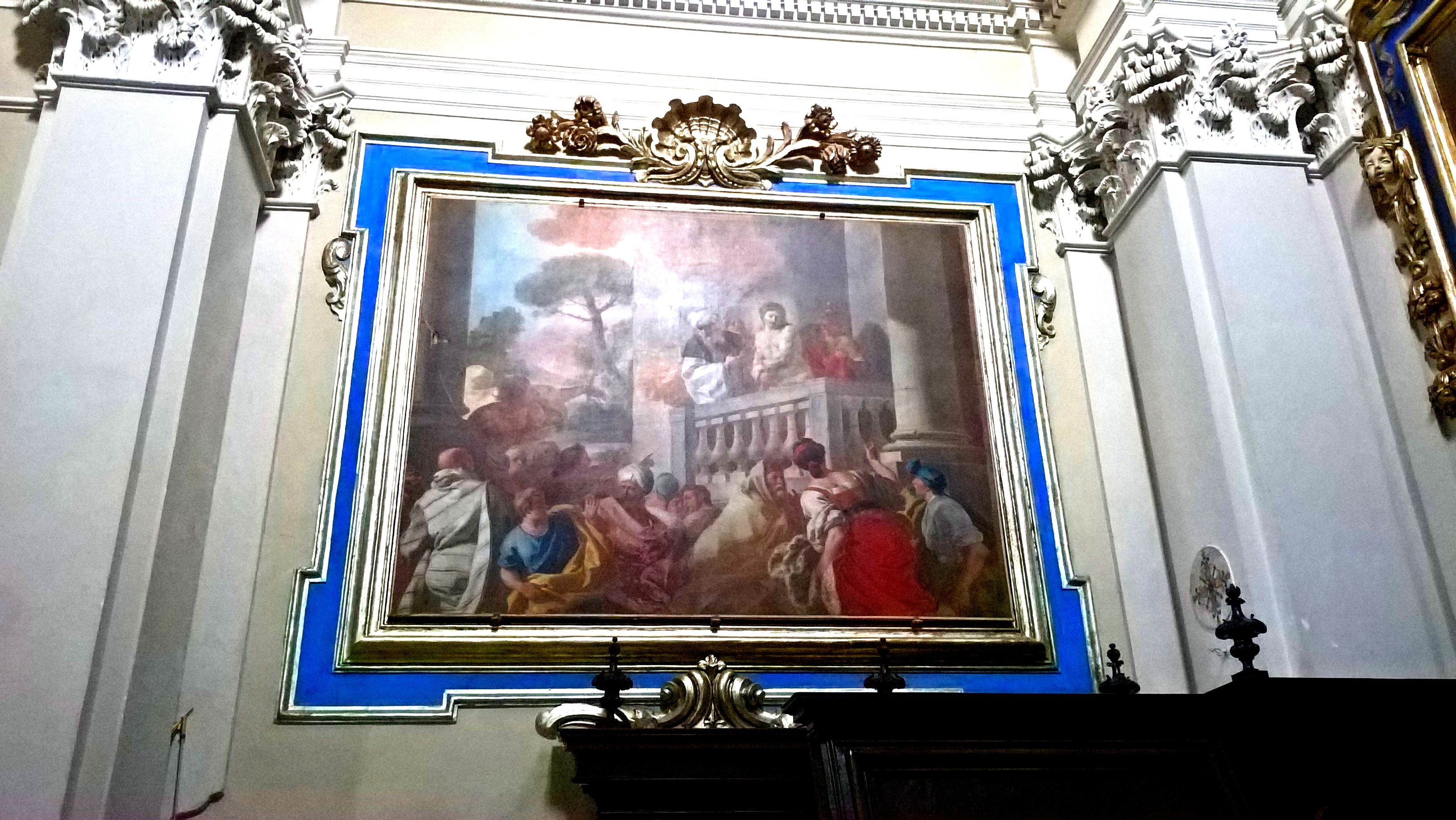
Francesco De Mura, Gesù mostrato al popolo di Pilato
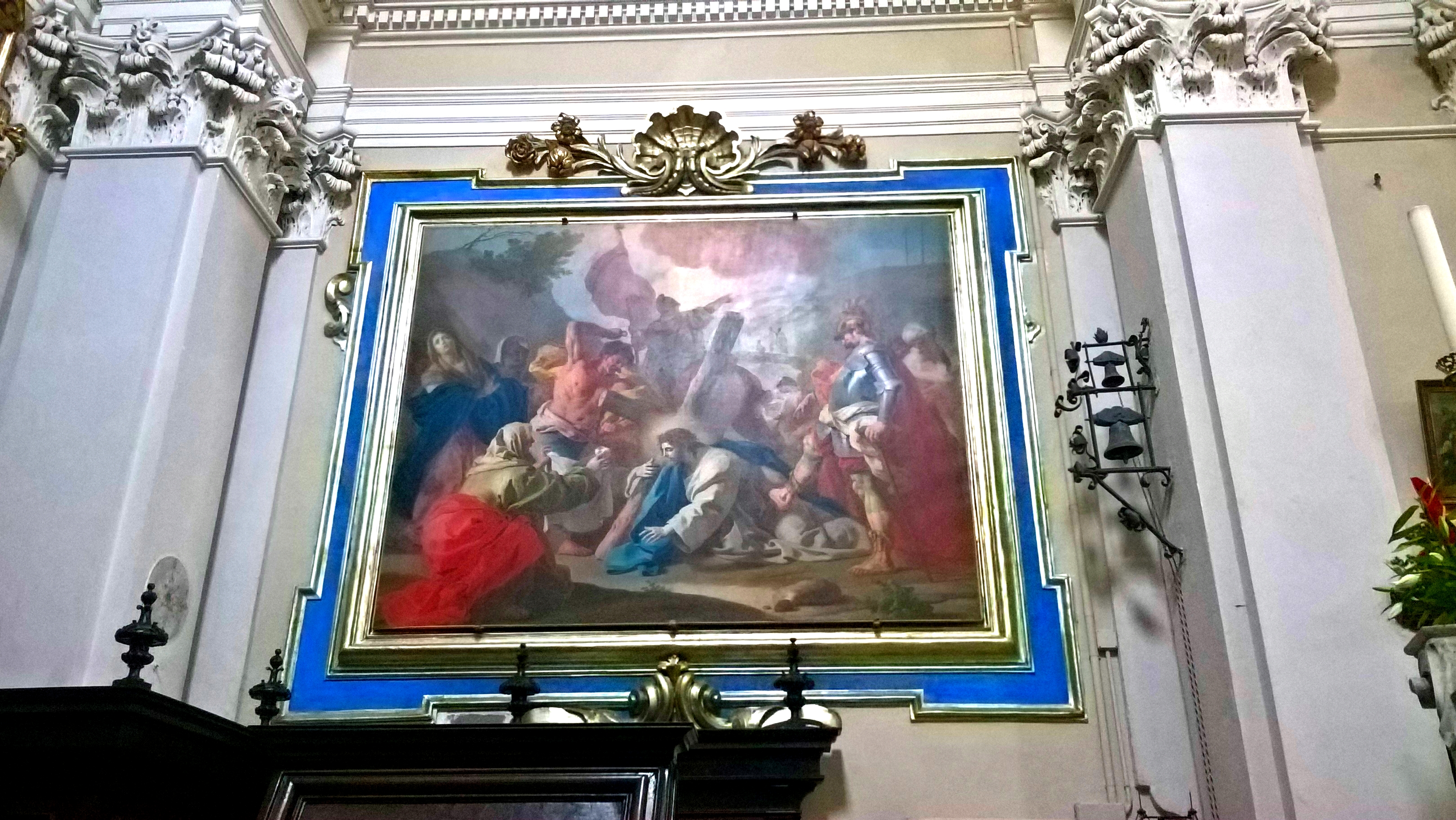
Francesco De Mura, Caduta di Gesù sotto la croce
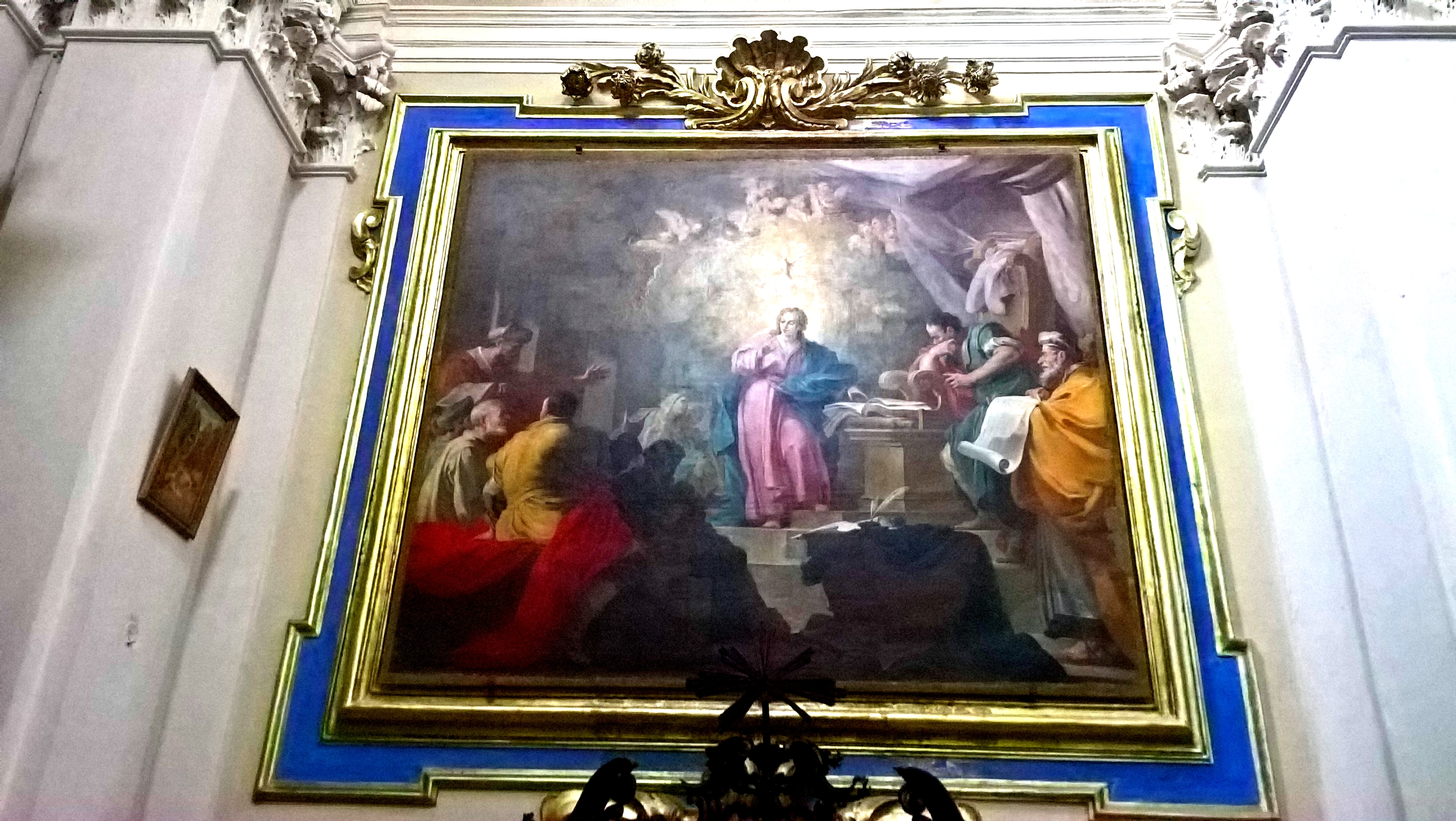
Domenico Antonio Vaccaro, Disputa fra i dottori